# Луцій Бебій Тулл
Луцій Бебій Тулл (? — 111) — державний діяч Римської імперії, консул-суффект 95 року.

## Життєпис
Походив з впливового роду Бебіїв. Син Луція Бебія Тулла, сенатора. Вслід за батьком отримав звання сенатора. Втім суттєвої ролі у сенаті не відігравав. У 95 році став консулом-суффектом разом з Квінтом Помпонієм Руфом. З 110 до 111 року як проконсул керував провінцією Азія. Помер під час виконання своїх обов'язків.